# Collecchiello
Collecchiello è una piccola località di case sparse del comune di Collecchio, in provincia di Parma.

## Geografia fisica
La località sorge in posizione pianeggiante sulla sponda destra del fiume Taro, tra Madregolo e la corte di Giarola, lungo il parco fluviale regionale del Taro.

## Storia
Il territorio di Collecchiello risultava abitato già nell'età del bronzo; a tale epoca risalgono i resti di una terramara ivi rinvenuti, risalenti all'incirca al 1500 a.C.
La zona, posta lungo l'importante direttrice del fiume Taro, risultava popolata anche in epoca romana, quando la pianura fu bonificata e suddivisa in centurie.
In età medievale il territorio era attraversato dalla via Francigena, percorsa dai pellegrini diretti a Roma dal Nord Europa. Il borgo di Coliclello fu nominato per la prima volta il 20 novembre 995, quando alcune terre poste nell'abitato, insieme a numerose altre del Parmense, furono donate dal vescovo Sigefredo II al capitolo della Cattedrale di Parma. A Coleclello fu fondato un piccolo ospizio destinato ai viandanti, con annessa una cappella dedicata a santa Maria Maddalena, citata per la prima volta nel 1230 tra le dipendenze del monastero di Sant'Uldarico di Parma.
Nel 1448 l'ospedale, con l'oratorio e le vaste terre circostanti, fu affidato dalla badessa delle benedettine a Giovanni Maria Carissimi, la cui famiglia di rango comitale lo mantenne per quasi due secoli, finché nel 1618 il conte Giovanni Marco Carissimi lasciò in eredità la tenuta alla congregazione della Steccata.
Nel 1777 il duca Ferdinando di Borbone eresse in feudo Collecchio, Collecchiello e Madregolo, assegnandoli ai marchesi Dalla Rosa Prati, che ne mantennero i diritti fino alla soppressione napoleonica del 1805. L'anno seguente Collecchio divenne sede di comune (o mairie).

## Monumenti e luoghi d'interesse

### Villa Bertozzi

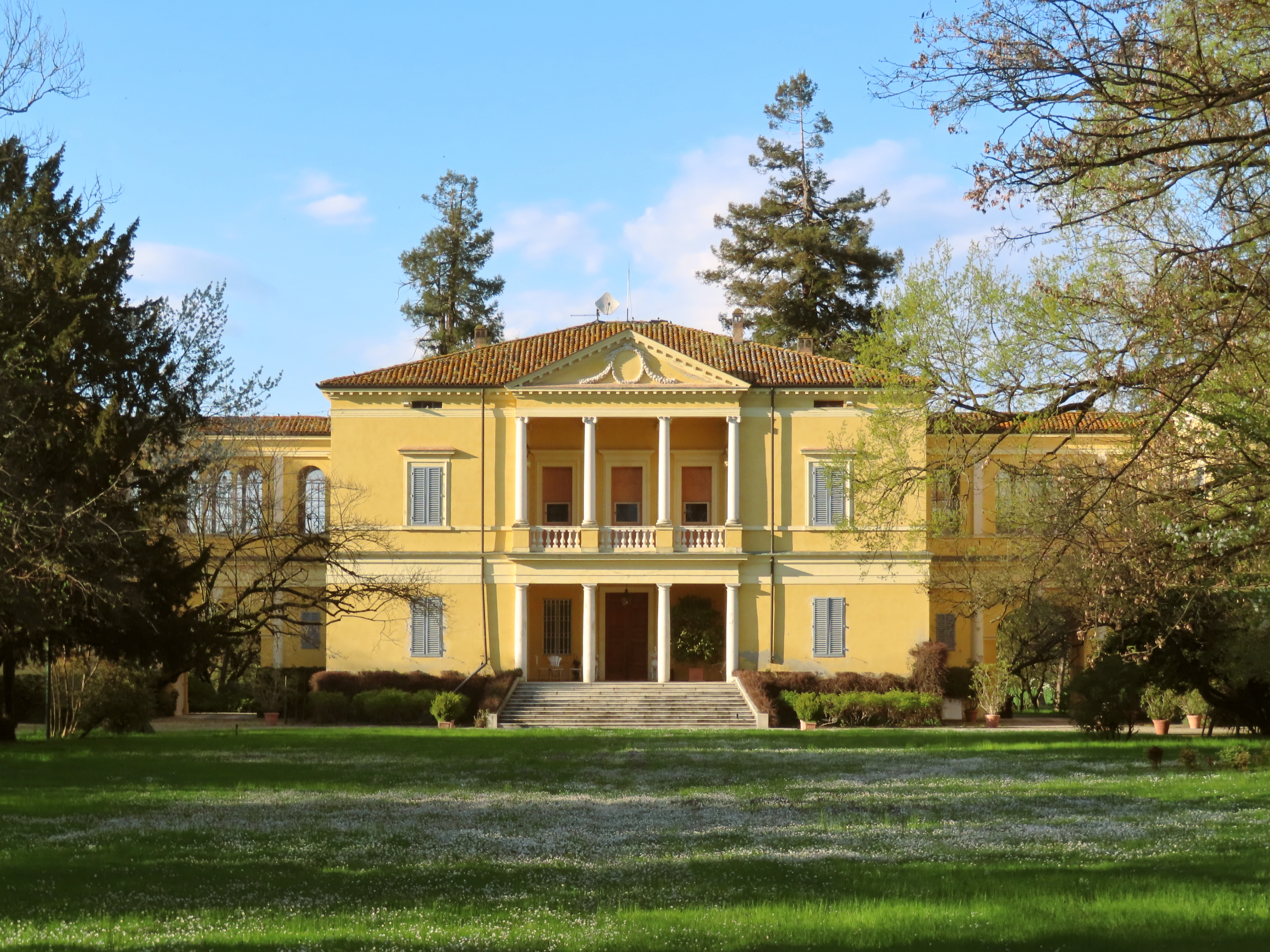
Villa Bertozzi

Edificata tra il 1818 e il 1822 per volere del marchese Ludovico Bergonzi sul luogo di un antico fabbricato eretto forse dai conti Carissimi in epoca remota, la villa neoclassica fu progettata secondo la tradizione dall'architetto Paolo Gazola o più probabilmente dall'architetto Gaetano Canevari; acquistata nel 1862 dall'imprenditore Agostino Campolonghi, alcuni anni dopo la sua morte il figlio Guido la rivendette all'industriale Arturo Magni, che la dotò di un impianto idrico ed elettrico all'avanguardia; alienata nel 1902 al conte Giovanni Anguissola Scotti, nel 1965 fu comprata dall'industriale Amilcare Bertozzi, che la fece ristrutturare dall'architetto Lorenzo Mongiardino. La struttura, nota anche come villa Madonna degli Angeli, si sviluppa simmetricamente su tre corpi collegati da due ali ed è caratterizzata dalla monumentale facciata, al cui centro si apre un portico retto da colonne, su cui si imposta un loggiato a sostegno del frontone triangolare di coronamento; all'interno il salone a doppia altezza dà accesso alla sala da pranzo, circondata da un colonnato corinzio a pianta ellittica e coronata da una cupola; intorno si estende il grande parco all'inglese, contenente, tra la boscaglia a ovest, un laghetto con grotta e imbarcadero.

### Villa Teatine
Costruita nel XVII secolo forse per volere dei conti Aimi, la villa fu probabilmente ereditata nella seconda metà del XVIII secolo dalle suore teatine, che furono soppresse nel 1843; acquistata in seguito dalla famiglia Schiavi, fu poi alienata ai Panizzi, indi ai Bianchedi e infine intorno alla metà del XX secolo al marchese Ferrante Paveri Fontana. La struttura, sviluppata su una pianta rettangolare, presenta una facciata elevata su tre livelli fuori terra, con ingresso decentrato; all'interno si accede all'androne passante, ornato sulle pareti con pannelli dipinti con le raffigurazioni di paesaggi, eseguite all'incirca nel 1840, e sulla volta con un rosone seicentesco in stucco rappresentante le Arti; le sale adiacenti presentano analoghe decorazioni sulle volte e accolgono antichi camini in pietra. Sul retro sorgono alcuni edifici agricoli a corte.

### Villa Bocchi
Costruita probabilmente sul luogo dell'ospizio medievale dei conti Carissimi, la villa con le terre circostanti fu ereditata nel 1618 dalla congregazione della Steccata per volere del conte Giovanni Marco Carissimi; acquistata successivamente dai marchesi Bergonzi, proprietari anche della vicina villa La Maraffa, pervenne ai padri carmelitani forse grazie a un lascito; acquisita verso la fine del XVIII secolo da Giuseppe Palmia, nel XIX secolo fu alienata al barone Andrea Ferrari, indi a Carlo Puccio, poi a Giacomo e Albertina Corradi e infine intorno al 1893 a Leonida Bocchi, che modificò e sopraelevò l'edificio. La struttura, sviluppata su una pianta quadrata, presenta una simmetrica facciata, elevata su tre livelli fuori terra e preceduta da un portico a tre arcate a sesto ribassato sormontate da un loggiato dalle forme analoghe; all'interno si accede all'androne, coperto da una volta a botte lunettata priva di decorazioni.

### Villa La Maraffa
Costruita nella seconda metà del XVII secolo per volere dei conti Maraffi, la villa passò alla fine del secolo successivo ai marchesi Ercole e Lodovico Bergonzi, figli dell'ultima contessa Maria Teresa Maraffi; ereditata da Giulia, figlia di Ercole, la proprietà fu trasmessa al figlio Francesco Ortalli nel XIX secolo, indi ai suoi tre figli rimasti celibi e infine nel XX secolo al loro cugino Aroldo Zinzani. La struttura, sviluppata su una pianta rettangolare, presenta una simmetrica facciata elevata su tre livelli principali fuori terra, oltre al sottotetto, illuminato da finestrelle ovali; al centro è collocato il portale d'ingresso a tutto sesto, sormontato da due portefinestre di forma analoga ai piani superiori. All'interno l'androne è coperto da una volta a crociera con costoloni, ornata sugli spigoli con quattro conchiglie in stucco; le sale laterali, collegate all'ingresso tramite porte con ante settecentesche dipinte a riquadri, sono anch'esse coronate da alti soffitti a volta, privi di decorazioni; al primo piano, accessibile direttamente dal giardino retrostante, gli ambienti sono chiusi superiormente da solai retti da travetti lignei. Nel parco, a sud della villa sorge la casa del custode, eretta nel 1875 sul luogo della cappella del 1744 intitolata alla Madonna e a san Giuseppe, di cui conserva solo la torretta dell'orologio.